# كالفين سيمون
كالفين سيمون (بالإنجليزية: Calvin Simon) هو مغني أمريكي، ولد في 22 مايو 1942 في بيكلي في الولايات المتحدة.

## وصلات خارجية
- كالفين سيمون على موقع IMDb (الإنجليزية)
- كالفين سيمون على موقع ميوزك برينز (الإنجليزية)
- كالفين سيمون على موقع ديسكوغز (الإنجليزية)